# Reao (Polinesia Francesa)
Reao es una comuna francesa situada en la subdivisión de Islas Tuamotu-Gambier, que forma parte de la colectividad de ultramar de Polinesia Francesa.

## Composición
Está formada por la unión de las dos comunas asociadas de Pukarua y Reao, que abarcan los atolones de Pukarua y Reao:
| Comuna asociada de Pukarua |                  |                  |                    |
| Atolón                     | Población (2012) | Superficie (km²) | Densidad (hab/km²) |
| Pukarua                    | 227              | 6                | 38                 |
| Comuna asociada de Reao    |                  |                  |                    |
| Atolón                     | Población (2012) | Superficie (km²) | Densidad (hab/km²) |
| Reao                       | 379              | 12               | 32                 |

## Demografía
| Gráfica de evolución demográfica de Reao entre 1971 y 2012 |
|                                                            |

Fuente: Insee